# Telmatoscopus niger
Telmatoscopus niger és una espècie d'insecte dípter pertanyent a la família dels psicòdids que es troba a Nord-amèrica: des de Minnesota fins a Nova York, Indiana i Virgínia, incloent-hi Michigan.